# Icon (Marvel Comics)
Icon Comics ou simplesmente Icon, é uma linha editorial de humor da editora Marvel Comics, lançada em 2004.
A ideia base é a de fornecer aos criadores da Marvel uma linha onde possam publicar os seus próprios projectos que não estejam ligados à Marvel.

## Títulos publicados
- Kabuki: David Mack
- Powers: Brian Michael Bendis e Michael Avon Oeming
- Kick-Ass: Mark Millar
- Nemesis: Mark Millar
- Kingsman: Serviço Secreto: Mark Millar